# Lentiarenium
Lentiarenium — рання сирена з пізнього олігоцену (хатської) формації Лінц-Мельк в Австрії. Lentiarenium, відомий із середини 19 століття, довгий час вважався одним із видів Halitherium, поки аналіз 2016 року не показав, що він є відмінним.

## Опис

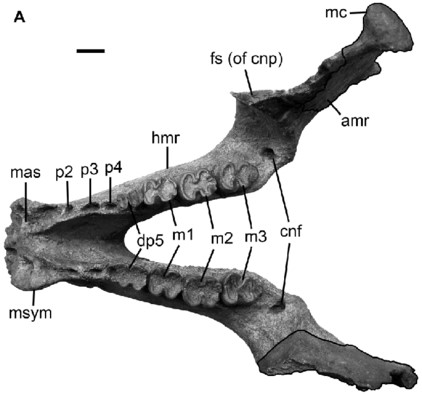
Нижня щелепа Lentiarenium cristolii в оклюзійному вигляді

Lentiarenium відомий як з краніальних, так і посткраніальних останків, які становлять більшу частину скелета, за винятком передщелепної кістки, слізних кісток, передпліч і рук. Ніздрі збільшені, як у всіх сирен, і зміщені назад. Лобова кістка плоска між двома скроневими гребенями без горбків або виступів, як це спостерігається у Crenatosiren. Скроневий гребінь тягнеться над лобовою та тім’яною кістками і утворює виразний кіль. Як і лобова частина, тім’яна частина плоска між гребенями з помітним звуженням, яке досягає найсильнішої точки прямо за центром даху черепа. Вилична дуга довга відносно Hydrodamalis. Нижньощелепний симфіз нижньої щелепи широкий і містить альвеоли рудиментарних іклів і різців. Нижня межа нижньої щелепи сильно увігнута з симфізом, вигнутим вниз під кутом 60° (що свідчить про відхилення приблизно на 50° для передщелепної кістки). Це відрізняється від видів, раніше об'єднаних під Halitherium schinzii, які мають лише слабко увігнутий симфіз нижньої щелепи до спаду. Точна формула зуба невідома, оскільки повністю збереженої передщелепної кістки не виявлено. Наявність бивнеподібних різців, які використовувалися для виривання морських трав у інших родів, не можна ні підтвердити, ні виключити. Другий і третій різці, ймовірно, були відсутні. Верхня щелепа також містить три постійні премоляри, один молочний премоляр і 3 моляри. Нижня щелепа зберігає рудиментарні залишки перших трьох різців і одного ікла з кожного боку, за якими слідує така ж кількість премолярів і молярів, що й верхня щелепа. Наявність премолярних альвеол поряд із повністю прорізаними молярами свідчить про те, що тварини були молодими дорослими. Однак, попри наявність видимих альвеол премолярів, моляри вже показують, що вони використовувалися, що відрізняється від сучасних дюгонів, у яких премоляри відпадають до того, як їхні постійні щічні зуби стають функціональними. Кілька вимерлих, але більш похідних родів (включаючи Metaxytherium) також демонструють цей сучасний спосіб заміни зубів.